# Saint Joseph (Barbade)
Pour les articles homonymes, voir Saint-Joseph.
Saint-Joseph est l'une des onze paroisses de la Barbade. Elle est située à l'est de l'île. La ville principale de cette paroisse s'appelle Bathsheba.

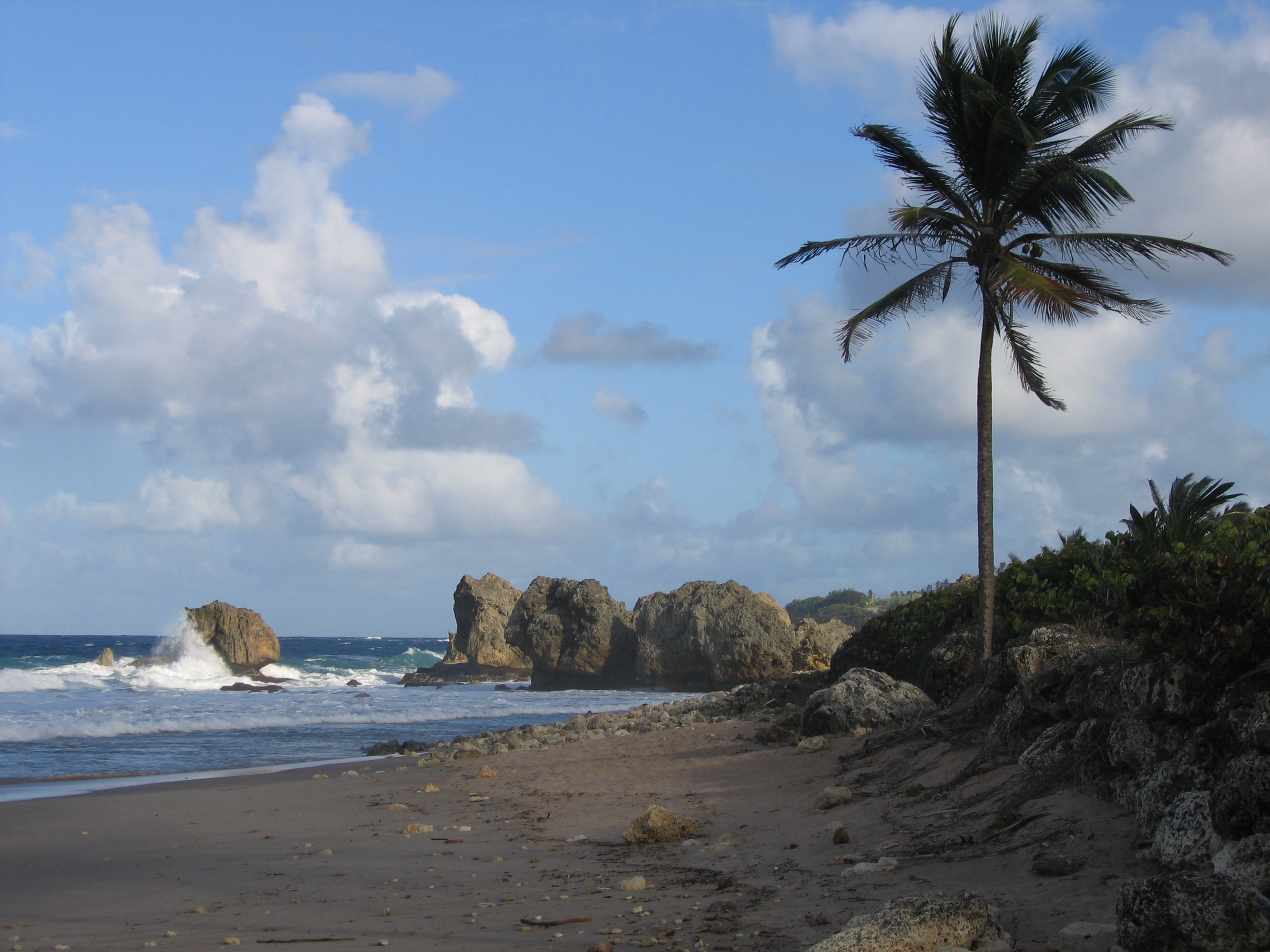